# 伝導帯
伝導帯(でんどうたい、Conduction band)は、バンドギャップのある系において、バンドギャップの直上にある、空のバンドのこと。バンドギャップのない場合にも、価電子帯、伝導帯の区別ができる場合がある（例：半金属）。しかし、純然たる金属のバンドにおいては、価電子帯、伝導帯の区別が判然としない（区別できない）場合もある。